# Ford 48
El Ford 48 fue un automóvil fabricado por Ford Motor Company en Estados Unidos en los años 1935 y 1936.

## Historia
El Ford 48 fabricado en el año 1935 fue una actualización del popular Ford 40 con motor V-8. El motor de cuatro cilindros, que venía utilizándose desde la aparición del modelo Ford A ya no se ofrecía, Ford deja solamente al motor V-8 para todos los vehículos que se fabricaban en ese año de 1935.
Visualmente, el Ford 1935 era mucho más moderno, con la rejilla o parrilla frontal muy vistosa, las llantas ya no tenían rayos, eran integrales, se ofrecían variantes en los distintos modelos, el estándar, el de lujo, coupé, tudor, four door sedan, sedan convertible y una camioneta con carrocería de madera, en total se vendieron 820.000 unidades del Ford 48 en su trayectoria de fabricación que finalizó en el año 1936. Los modelos del 36 presentaban una parrilla de radiador muy diferente .

## Galería de imágenes

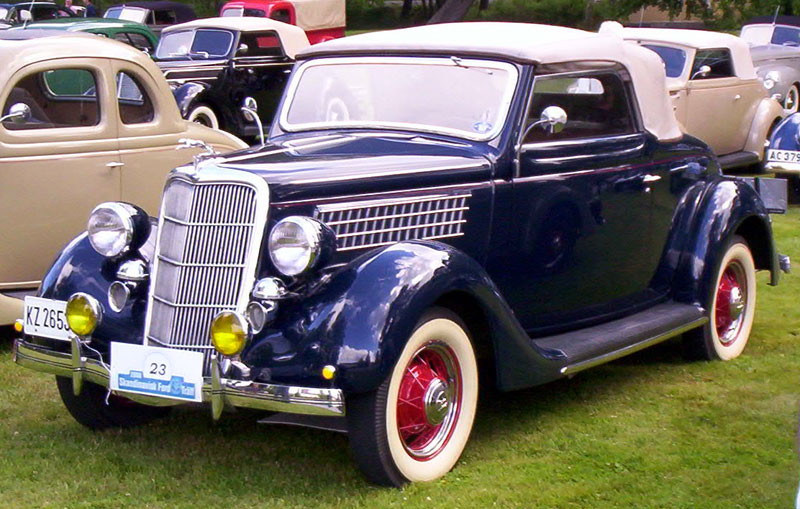
Ford 48 Cabriolet del año 35
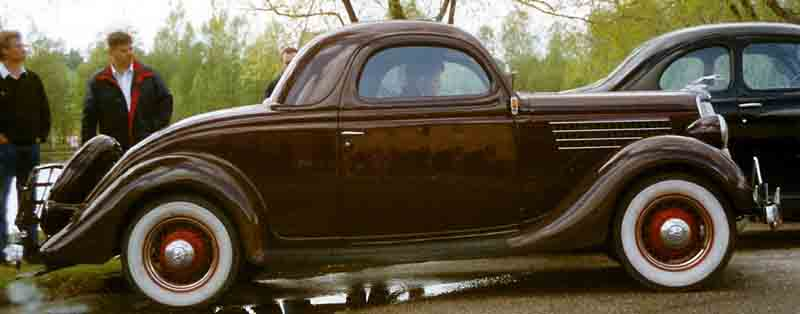
Ford 48 Cupé del año 35
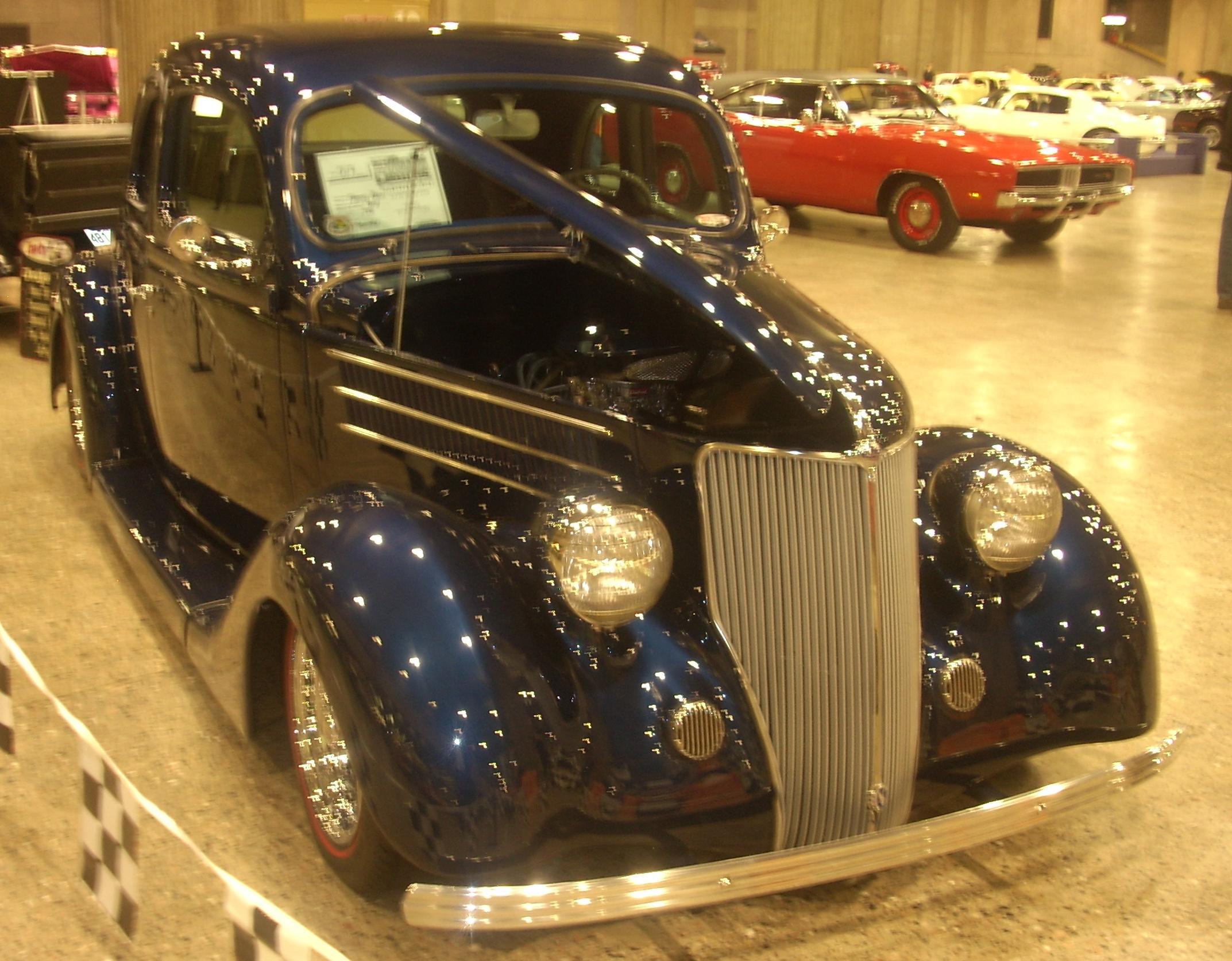
Ford 48 del año 36. Observar la parrilla
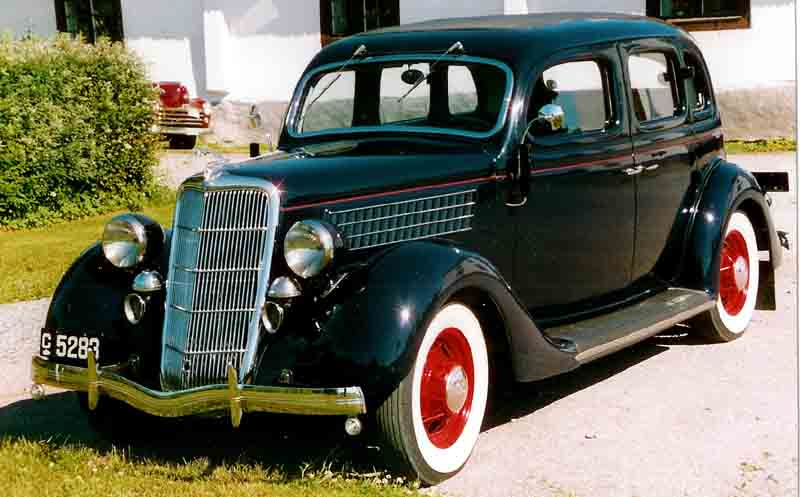
Ford 48 sedan de lujo
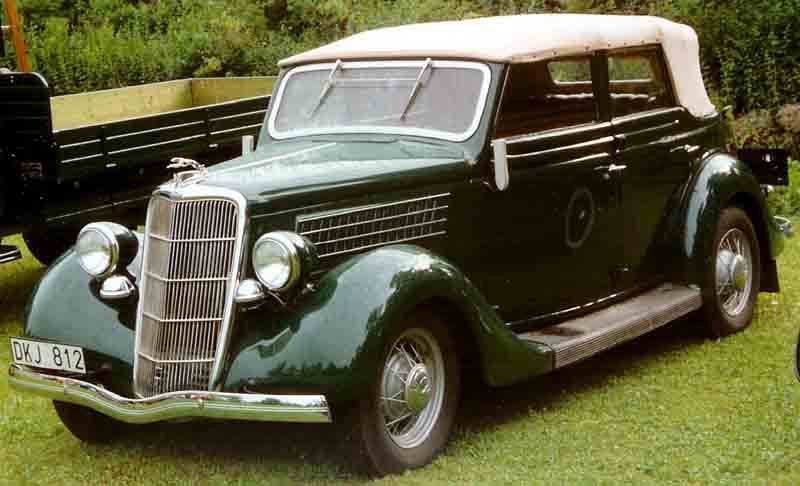
Ford 48 convertible sedan 4 puertas
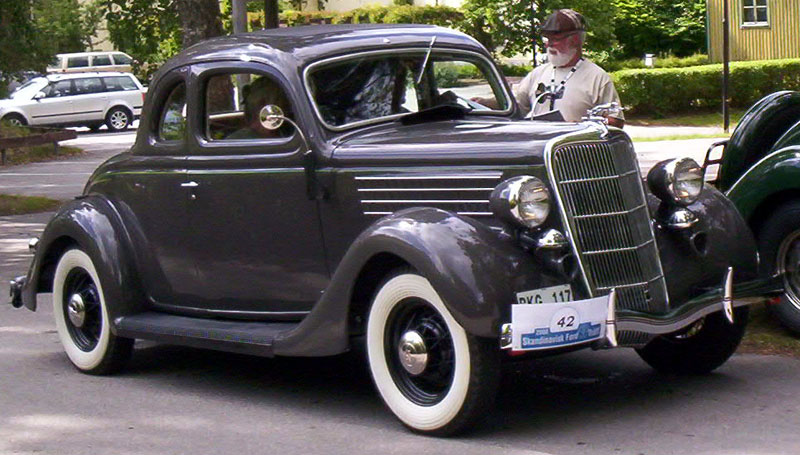
Ford 48 Cupe de lujo
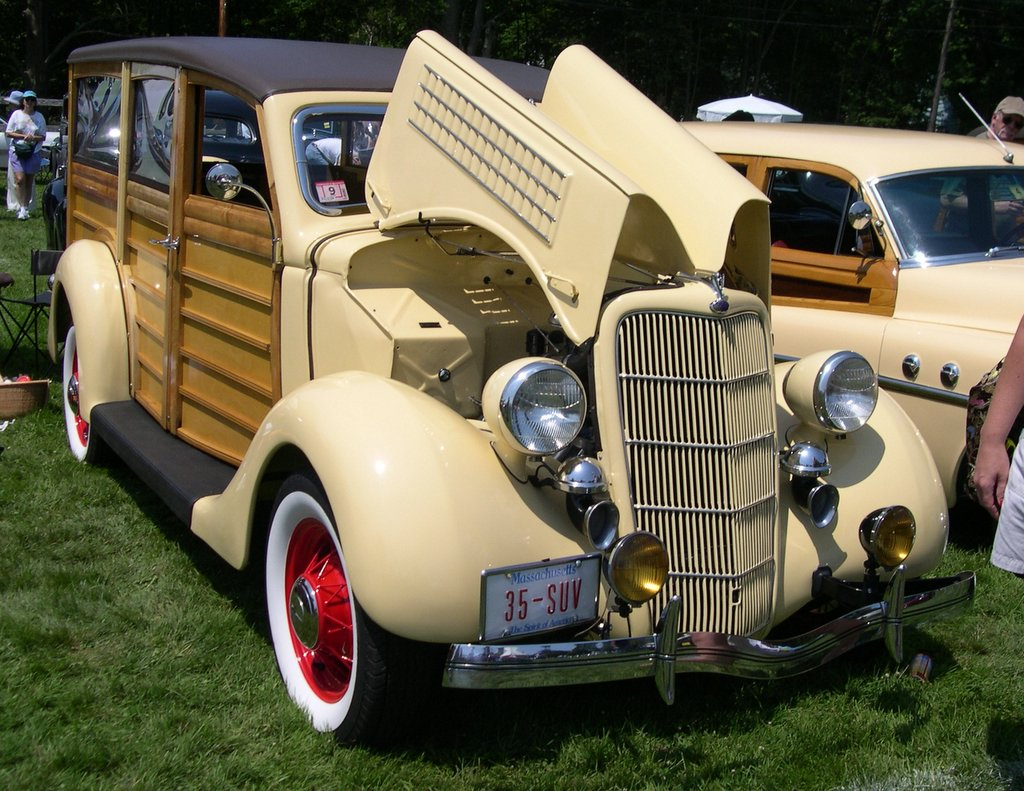
Ford 48 camioneta con carrocería de madera
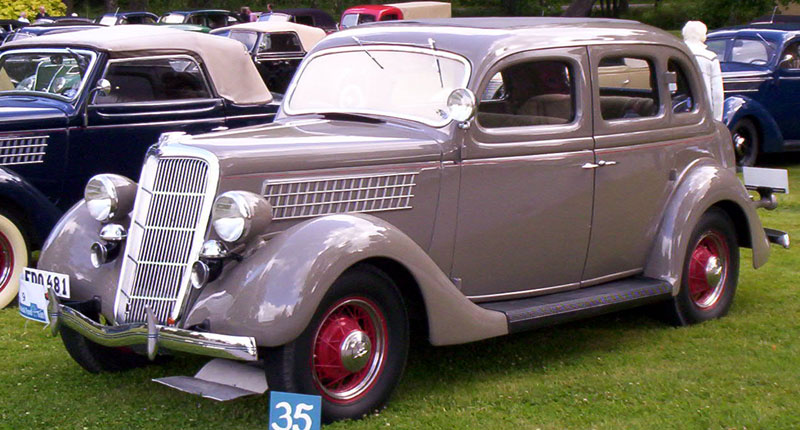
Ford 48 Fordor de lujo Touring sedan